# Eremiaphila rectangulata
Eremiaphila rectangulata är en bönsyrseart som beskrevs av Lucien Chopard 1941. Eremiaphila rectangulata ingår i släktet Eremiaphila och familjen Eremiaphilidae. Inga underarter finns listade i Catalogue of Life.